# GEOBASE
GEOBASE est une base de données pluridisciplinaire indexant les résumés et informations bibliographiques dans les domaines de la géographie, de la géologie et de l'écologie. Elle est publiée et maintenue par Engineering Information, une filiale du groupe Elsevier.

## Couverture
GEOBASE comprend 2000 revues évaluées par les pairs et revues périodiques principalement liées aux sciences de la terre, à l'écologie, la géomécanique, la géographie humaine, la géographie physique, la géographie sociale et l'océanographie,. La base de données comprend également des références dans des sous-disciplines telles que la cartographie, l'hydrologie, la climatologie, la météorologie, l'énergie, la paléontologie, l'environnement, la pétrologie, la géochimie, la photogrammétrie, la géomorphologie, la sédimentologie, la géophysique et la volcanologie.
D'autres journaux et livres sont inclus dans les données archivées par la base de données. Avec plus de 2 millions de titres, elle couvre la période de 1980 à nos jours. Chaque année, au moins 100 000 citations et résumés supplémentaires y sont ajoutées, et la base de données est mise à jour toutes les deux semaines. L'accès est possible à la fois en ligne et hors-ligne (via CD-ROM),.
D'autres types de publications sont répertoriées par GEOBASE comme des articles de magazine, des critiques de produits, des répertoires et autres documents connexes. La couverture « littérature internationale » se rapporte aux articles non-anglophones, aux livres peu disponibles, aux comptes rendus de conférences et à des rapports divers.

## Équivalents imprimées
La base de données de GEOBASE est couverte dans les revues imprimées suivantes, :
- Geographical Abstracts: Human Geography  (ISSN 0953-9611), (LCCN 89646812),
- Geographical Abstracts: Physical Geography,
- Geological Abstracts,
- Ecological Abstracts,
- International Development Abstracts,
- Oceanographic Literature Review,
- Geomechanics Abstracts.

### Geographical Abstracts: Human Geography
Cette base de données est publiée tous les mois, et contient les résumés de 2000 revues. Elle fournit une bibliographie de chaque résumé d'article. Geographical Abstracts: Physical Geography, et Fluid Abstracts: Civil Engineering sont considérés comme des intérêts associés.
Cette base de données est le résultat de la fusion des journaux de résumés suivants :
- Geographical abstracts. C, Economic geography (1986)  (ISSN 0268-7895) (OCLC 13548872)  (ISSN 0268-7895),
- Geographical abstracts. D, Social and historical geography  (ISSN 0268-7909) (OCLC 13645587)  (ISSN 0268-7909),
- Geographical abstracts. F, Regional and community planning  (ISSN 8665-8026) (OCLC 13646354)  (ISSN 8665-8026)[4].

### Geographical Abstracts: Physical Geography
Cette base de données est publiée tous les mois, et contient également les résumés de 2000 revues et fournit également la bibliographie de chaque résumé d'article.